# Sojczyn Borowy
Sojczyn Borowy – wieś w Polsce położona w województwie podlaskim, w powiecie grajewskim, w gminie Grajewo.
| SIMC    | Nazwa                  | Rodzaj  |
| ------- | ---------------------- | ------- |
| 1011098 | Kolonie Sojczyn Borowy | kolonia |

W lipcu 1944 wieś została spacyfikowana przez Niemców. Mieszkańcy zostali przesiedleni, a budynki rozebrane i użyte do budowy okopów. W trakcie akcji Niemcy zamordowali kilka osób (trzy nazwiska ofiar ustalono).